# 吉永泰之
吉永泰之（1954年3月5日—），日本東京都出身，私立成蹊大學經濟學部畢業，現任速霸陸董事會會長。

## 生平簡歷
1977年3月吉永自成蹊大學經濟學部畢業，同年4月即進入富士重工業（今速霸陸）工作。1990年代他曾以併購的方式，成功收回該公司在美國的銷售經營權。1999年10月升任國内營業本部營業企劃部長，後來歷任戰略本部長、國內營業本部長、董事等職務，直到2011年6月擔任社長一職。吉永的營運目標仍以日本市場為主，其次是更注重發展迅速的中國市場。在吉永的領導下，2013年3月富士重工業在全球共出售72萬4千輛汽車的新高紀錄，且不論營業毛利、淨利皆創下該公司史上的新高。2018年6月5日由於產品數據造假，召開記者會道歉，同年6月22日改由中村知美接任第12任社長，吉永則改任董事會會長。

## 內部連結
- 速霸陸

## 外部連結
- （日語）週刊エコノミスト：経営者：編集長インタビュー　吉永泰之　富士重工業社長 （页面存档备份，存于）

| 富士重工業（今速霸陸）歷代社長 |                                  |          |
| 前任： 森郁夫                  | 第11任社長 2011年6月 - 2018年6月 | 中村知美 |